# Christian Meyer (Skispringer)
Christian Meyer (* 22. Oktober 1977 in Orkdal) ist ein ehemaliger norwegischer Skispringer und heutiger Trainer des norwegischen Weltcup-Teams der Frauen.

## Werdegang
Meyer startete ab 1993 im Skisprung-Continental-Cup, bevor er nach guten Leistungen dort in der Saison 1996/97 am 8. Februar 1997 erstmals mit dem Skiflug-Weltcup am Kulm ein Springen im Skisprung-Weltcup bestritt. Dabei gelang ihm in beiden Springen mit dem 28. und dem 30. Platz der Gewinn von Weltcup-Punkten. Auch in den folgenden Jahren gelang ihm mehrfach der Gewinn von Weltcup-Punkten. Seine erfolgreichste Saison 1998/99 beendete er auf dem 31. Platz in der Weltcup-Gesamtwertung. Dabei konnte er in Zakopane am 16. Januar 1999 das beste Einzelresultat seiner Karriere im Weltcup erreichen. Bei der Norwegischen Meisterschaft 1999 in Raufoss gewann er zudem Silber von der Normalschanze. Am 31. Januar 1999 bestritt Meyer in Willingen sein letztes Weltcup-Springen und wechselte anschließend wieder ausschließlich zurück in den Continental Cup.
Bei der Norwegischen Meisterschaft 2003 in Høydalsmo gelang ihm gemeinsam mit Håvard Lie, Petter Tande und Morten Solem im Teamspringen der Gewinn der Goldmedaille. Nach der Saison 2003/04 beendete Meyer seine aktive Skisprungkarriere. Ab 1. Mai 2006 war er Co-Trainer der Junioren-Nationalmannschaft. Im Jahr 2011 übernahm Meyer von Frode Håre den Posten des Cheftrainers der norwegischen Skispringerinnen, den er bis heute ausübt.
Im Frühjahr 2024 wurde Meyer von den norwegischen Skispringern als Nachfolger von Alexander Stöckl vorgeschlagen, er lehnte jedoch ab.
Seit 1995 ist Meyer mit der ehemaligen norwegischen Handballnationalspielerin Elisabeth Hilmo liiert. Das Paar heiratete 2011 und hat zwei gemeinsame Kinder.
Meyer trat in der Vergangenheit auch als Musiker in Erscheinung. Er lebt in Trondheim.

## Erfolge

### Continental-Cup-Siege im Einzel
| Nr. | Datum         | Ort       | Typ           |
| --- | ------------- | --------- | ------------- |
| 1.  | 14. März 1997 | Vikersund | Normalschanze |